# 拉氏裂鯉
拉氏裂鯉（学名：Schizocypris ladigesi）为輻鰭魚綱鯉形目鲤科的一種。分布於亞洲阿富汗Kankae河流域，棲息在中底層水域。